# Palto Margarita
Palto Margarita es una localidad peruana ubicada en el distrito de Frías, perteneciente a la provincia de Ayabaca del departamento de Piura, al norte del Perú.

## Ubicación
Palto Margarita se ubica al suroeste de la provincia de Ayabaca, en el distrito de Frías, en el departamento de Piura.

## Demografía
En 2017 Palto Margarita tenía una población de 36 habitantes.
| Gráfica de evolución demográfica de Palto Margarita entre 1993 y 2017 |
|                                                                       |
| Fuentes: Población 1993 y 2017                                        |